# Thomas Woolston
Thomas Woolston (Northampton, 1668 – Londra, 27 gennaio 1733) è stato un teologo inglese.
È in genere classificato come deista, tuttavia il suo biografo William H. Trapnell lo considera un anglicano che tenne punti di vista teologici non ortodossi.

## Biografia
Thomas Woolston, nato a Northampton, Northamptonshire, nel 1668, figlio di un rispettabile commerciante, entrò nel Sidney Sussex College, a Cambridge, nel 1685, studiò teologia, prese ordini e fu nominato fellow del suo college.
Attraverso lo studio dei Padri della Chiesa e soprattutto di Origene, teologo di Alessandria del III secolo che nella sua interpretazione allegorica delle Scritture mise in evidenza le qualità spirituali della creazione sopra le materiali, fece propria l'idea dell'importanza di un'interpretazione allegorica o spirituale della Scrittura. Ne sostenne l'uso in difesa del cristianesimo tanto nei suoi sermoni quanto nel suo primo libro, The Old Apology for the Truth of the Christian Religion against the Jews and Gentiles Revived (1705), insieme attaccando quello che vedeva come l'interpretazione letterale e superficiale dei teologi contemporanei.
Per molti anni non pubblicò nulla, ma nel 1720-1721 la pubblicazione di lettere e opuscoli in difesa delle sue idee, con aperte sfide al clero per confutarli, lo portò nei guai. Si disse che la sua mente fosse disordinata, e perse la sua fellowship. Dal 1721 visse per la maggior parte a Londra, con un assegno di trenta sterline l'anno da parte del fratello.
La sua influenza nella controversia intorno al deismo iniziò con il suo libro The Moderator between an Infidel and an Apostate (1725, terza ed. 1729). L'infedele inteso era Anthony Collins, che nel suo libro aveva sostenuto che il Nuovo Testamento fosse basato sull'Antico, e che non il senso letterale ma solo il senso allegorico delle profezie potesse essere citato come prova del fatto che Gesù fosse il Messia; l'apostata era il clero che aveva abbandonato il metodo allegorico dei Padri. Woolston ha negato assolutamente il valore di prova dei miracoli, ha messo in dubbio il fatto della risurrezione di Cristo e altri miracoli del Nuovo Testamento, e ha sostenuto che essi vadano interpretati allegoricamente, ovvero come tipi di cose spirituali.
Due anni dopo iniziò una serie di Discorsi sullo stesso argomento, in cui applicò in dettaglio i principi del suo Moderator ai miracoli dei Vangeli . I Discorsi, di cui si disse furono vendute 30 000 copie, furono in numero di sei, il primo che apparve nel 1727, i successivi cinque 1728-1729, con due Difese nel 1729-1730. Per queste pubblicazioni fu processato davanti al Giudice Capo Raymond nel 1729. Ritenuto colpevole di diffamazione ed empietà, Woolston fu condannato (28 novembre) a pagare una multa di cento sterline per ciascuno dei primi quattro Discorsi, con reclusione fino al pagamento,  a un anno di prigione e a un'ulteriore ammenda che non poté pagare. Impossibilitato a pagare, andò in carcere, ma la somma fu pagata da Voltaire ed amici e conoscenti, così che fu rimesso in libertà.
Morì di lì a poco, il 27 gennaio 1733.